# باول جون نولز
باول جون نولز (بالإنجليزية: Paul John Knowles) هو قاتل متسلسل أمريكي، ولد في 25 أبريل 1946 في أورلاندو في الولايات المتحدة، وتوفي في 18 ديسمبر 1974 في جورجيا في الولايات المتحدة.